# ブレディキナ (小惑星)
ブレディキナ (786 Bredichina) は小惑星帯に位置する小惑星。1914年4月20日、ハイデルベルクのケーニッヒシュトゥール天文台でドイツの天文学者フランツ・カイザーが発見した。
プルコヴォ天文台の台長を務めたロシアの天文学者、フョードル・ブレディキン（Fyodor Aleksandrovich Bredikhin、ロシア語表記：Фёдор Александрович Бредихин、1831年 – 1904年）に因んで命名された。